# Cal Coima
Cal Coima és una casa de Sant Agustí de Lluçanès (Osona) inclosa a l'Inventari del Patrimoni Arquitectònic de Catalunya.

## Descripció
Edifici format per dos cossos de planta rectangular en forma de L construïts amb murs de pedra irregulars, morter i en alguns casos de maó. L'actual construcció és fruit de diverses modificacions de l'edifici antic, al qual se li ha afegit un cos avançat al damunt de la porta principal formant un porxo baix i una galeria al primer pis, i un allargament lateral de la façana per la part esquerra. El conjunt queda unificat amb la teulada, que és nova.

## Història
Tot i no conservar cap data de construcció de l'edifici, tant per l'estructura com pels materials pot considerar-se dels segles xviii i xix amb modificacions.